# Mons Gruithuisen Gamma
Il Mons Gruithuisen Gamma è una struttura geologica della superficie della Luna.